# Малко-Враново
Малко-Враново (болг. Малко Враново) — село в Болгарии. Находится в Русенской области, входит в общину Сливо-Поле. Население составляет 1016 человек.

## Политическая ситуация
В местном кметстве Малко-Враново, в состав которого входит Малко-Враново, должность кмета (старосты) исполняет Радослав Тодоров Русев (независимый) по результатам выборов правления кметства.
Кмет (мэр) общины Сливо-Поле — Георги Стефанов Големански (коалиция партий:  Болгарская социалистическая партия, Национальное движение «Симеон Второй», Движение за социальный гуманизм, ВМРО — Болгарское национальное движение, «Болгарская социал-демократия») по результатам выборов.